# Selvagna
Il torrente Selvagna nasce a Bizzozero, frazione di Varese, e in seguito lambisce Schianno e Lozza. Prosegue segnando il confine comunale tra Lozza e Castiglione Olona. In questo tratto riceve i suoi maggiori affluenti: il Riale Gasletti ed il Felisera. Il Selvagna scende poi in Valle Olona, dove confluisce nell'omonimo fiume a monte dell'abitato di Castiglione. 

Il Selvagna è, dopo Vellone e Rile-Tenore, il maggior affluente di destra del fiume Olona. 

Nel suo tratto inferiore il torrente è interessato dal Parco RTO.